# Amphiascoides lancisetiger
Amphiascoides lancisetiger är en kräftdjursart som beskrevs av Lang 1965. Amphiascoides lancisetiger ingår i släktet Amphiascoides och familjen Diosaccidae. Inga underarter finns listade i Catalogue of Life.